# Hito Steyerl
Hito Steyerl (München, 1966) is een Duitse beeldend kunstenaar, schrijver en filmmaker. Haar werk bestaat uit essayistische videowerken, waarin tekst vaak een belangrijke rol speelt. Een centraal thema is de invloed van (digitale) technologie en het internet op het dagelijks leven. Steyerl gebruikt in haar films vaak digitale videotrucages, zoals chromakey, picture-in-picture en special effects.

## Carrière
Steyerl behaalde een doctoraat in de kunsten aan de Academie van Beeldende Kunsten in Wenen en is professor experimentele film en video aan de Berlijnse Universiteit voor de Kunsten. Haar werk was te zien op de biënnales van Venetië en Istanboel (2013), de biënnales van Gwangju en Taipeh (2010), de biënnale van Shanghai (2008), documenta12 in Kassel (2007) en Manifesta 5 (2004). 
In Nederland was haar werk onder meer in het Van Abbemuseum (Eindhoven) te zien, inToo Much World, een museaal retrospectief (2014). Haar films zijn onder andere vertoond op het Internationaal Film Festival Rotterdam. In 2015 won zij de Eye Prize van het Eye Filmmuseum in Amsterdam.

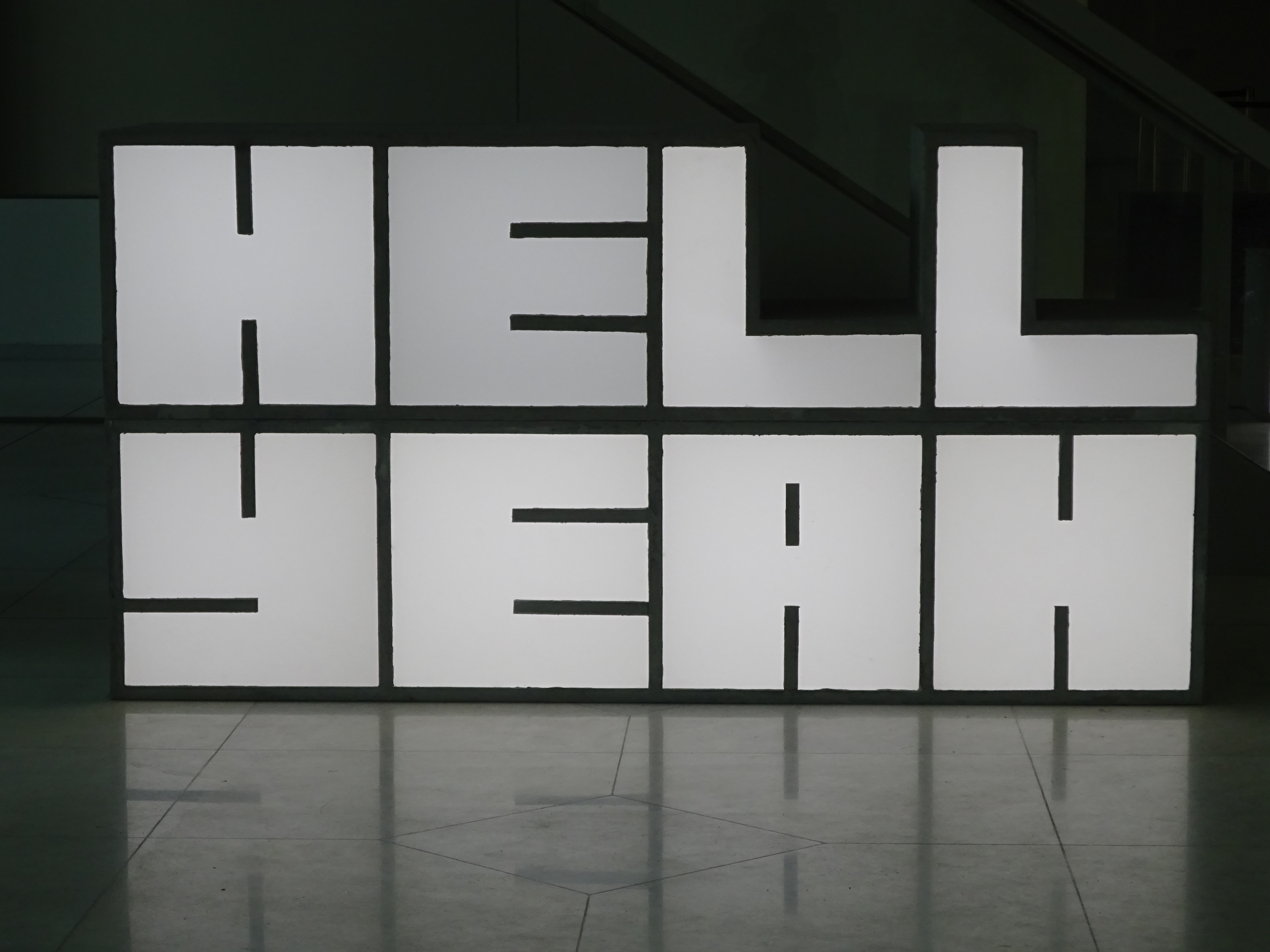
Hito Steyerl, HellYeahWeFuckDie, 2017. Münster - Skulptur Projekte. Detail van een environment met onder andere drie videokanalen, drie tekstsculpturen en twee blauwe figuren.

## Werk
In haar werken worden vragen gesteld over toenemende digitalisering en de invloed van technologie op ons denken, onze taal en ons gedrag. Steyerl verschijnt soms zelf als karakter in beeld, of is als voice-over aanwezig. Ze maakt niet alleen films; ze publiceert en houdt lezingen, zoals 35 Ways To Break Through A Wall.

### Videowerken
- 2013 How Not To Be Seen: A Fucking Didactic Educational .MOV File [3]
- 2013 Surveillance: Disappearance
- 2014 Liquidity, Inc.
- 2014 Shunga
- 2015 Factory of the Sun

### Tekst
Steyerl publiceert regelmatig in kunsttijdschriften, waaronder het Amerikaanse E-flux.